# كنيس وادي القلط
كنيس وادي القلط هو الاسم الذي أطلقه البعض على مبنى اعتبره عالم الآثار إيهود نتزر -وهو حفّارة- كنيسًا يعود الى فترة الحشمونيين. وهو جزء من مجمع القصر الشتوي الملكي الذي بناه الحشمونيون في واحة الصحراء الدافئة في أريحا، غرب المدينة. ويعود تاريخه إلى ما بين 70 و50 قبل الميلاد، وإذا كان بمثابة كنيس، فإنه سيكون واحدا من أقدم المعابد اليهودية التي تم العثور عليها على الإطلاق.
وقد اكتُشف الكنيس خلال عملية حفر بقيادة إيهود نتزر.
كان المجمع مبنى متواضعا من الحجارة الجاف بالشمس. وشملت حماما للطقوس وفناء صغير محاطا بسبع أو ثماني غرف مع قاعة رئيسية مستطيلة مساحتها 53 في 37 قدما. يحدها رواق أعمدة، المنصة التي كانت ما يقرب من قدمين فوق أرضية الصوف. هذا وفر مقاعد لما يقرب من 70 شخصًا. في الزاوية الشمالية الشرقية، وجد نيتزر مكانا ربما كان بمثابة تابوت التوراة. ويعتقد أن الحجرة السفلية، ومعظمها سليم، قد تكون بمثابة جنيزة أو حجرة تخزين حيث تم تخزين اللفائف القديمة أو غير المستخدمة. وبالقرب من الجانب الغربي من القاعة الرئيسية كان هناك تريكلينيوم، أو قاعة الطعام، حيث يمكن عقد وجبات الطعام العامة، ومساحة صغيرة مثلثة قد تستخدم كمطبخ. تم إضافة التريكلينيوم بعد بضع سنوات من بناء القاعة الرئيسية. اتكأت المطاعم، على الطراز الروماني، على مقاعد مقابل ثلاثة جدران للغرفة أثناء تناول الطعام. وكانت الأرضيات والجدران مغطاة بجص أبيض.

### التقليد المسيحي:
[[وادي القلط|يقول التقليد أن هذا هو المكان في الصحراء حيث صلى يواكيم، والد العذراء مريم ليبارك بطفل ونال الوعد من ملاك الله، كما هو مذكور في إنجيل يعقوب الأوليّ. يرتبط كهف القديسة حنة، الذي يسكنه الرهبان حتى بضعة عقود مضت، بهذا التقليد.]]
يرتبط دير القديس جورج أيضا بالتقاليد المريمية، وهو مبني في منحدرات الوادي على مسافة قصيرة من كهف القديسة حنة.
تاريخها:
تأسس دير القديس جورج على يد يوحنا حوالي عام 480 م، وأصبح مركزًا روحيًا مهمًا في القرن السادس تحت حكم القديس جورج تشوزيبا. كان النساك الذين يعيشون في الكهوف في المنحدرات القريبة يجتمعون في الدير لتناول قداس أسبوعي وجبة جماعية.

## الجدل
ورغم :-أن الحفارة حددت أن المبنى بين المجمّع الحشموني الفخم قرب وادي قلط هو مجمع يهودي، إلا أن الأمر أبعد ما يكون عن الحسم. وفي الواقع، قليل من العلماء قد فكروا بجدية في هذا الاقتراح في المناقشات التي جرت في المعابد خلال فترة الهيكل الثاني، وإن كان عدد أقل منهم قد اعترض علنا على تحديد الهوية في الطباعة.